# Chodzież
Chodzież és una ciutat de Polònia, es troba al voivodat de Gran Polònia, a 75 km al nord de Poznań, la capital de la regió. El 2016 tenia 19.100 habitants.

## Agermanaments
- Nottuln, Alemanya
- Stronie Śląskie, Polònia